# Украинцы в Карагандинской области
Украи́нцы в Карагандинской области (укр. Українці в Карагандинської області, каз. Қарағанды облысындағы украиндықтар) — одна из крупнейших этнических групп Центрального Казахстана, которая сформировалась исторически и внесла значительный вклад в освоение и развитие центрально-казахстанского региона.

## История
Первыми украинцами на казахской земле считаются участники подавленного в 1768 году гайдамацкого движения, известного в истории под названием «Колиивщина». Сюда же была выслана и часть запорожских казаков после ликвидации российской императрицей Екатериной II «Запорожской Сечи» в 1775 году. Эти первые массовые переселения, относящиеся ко второй половине XVIII века, имели депортационный характер.
В конце XIX века украинцами было основано несколько сел на территории современной области, в частности в 1898 году переселенцами из Екатеринославской, Киевской, Полтавской и Харьковской губерний в урочище Каратал основано село Киевка (с 2017 года — поселок Нура).
В начале XX века украинцы переселялись на территорию современной области по Столыпинской аграрной реформе. В 1906 году был основан посёлок Михайловка (район Караганды), в дальнейшем были основаны Тихоновка, Зелёная балка и Новоузенка, в 1907 году переселенцами из Харьковской губернии (где существовали сёла Токаревка, Токаревка Вторая и Малая Токаревка) было основано село Токаревка (с 2002 года называется посёлком Габидена Мустафина). В 1908 году украинскими переселенцами из Херсонской и Таврической губерний основано село Осакаровка — один из крупнейших поселков Карагандинской области в настоящее время.
После присоединения Западной Украины к СССР в 1939 году: из Галиции, Волыни и Северной Буковины было депортировано 100 310 человек, большая часть из которых была расселена в Казахстане, в основном в Карагандинской области. Крупнейшей операцией по депортации гражданского населения Западной Украины была «Операция Запад» (1947), по итогам которой десятки тысяч украинских семей оказалось в Казахстане. Депортированные украинцы активно работали на шахтах Караганды: по данным на январь 1945 года в Карагандинском угольном бассейне трудился 4071 украинец, что составляло 10,8 % всех рабочих бассейна. В 1948–1952 годах списки спецпереселенцев пополнились украинцами, освобожденными из Карлага и Степлага. Помимо трудпереселенцев и спецпереселенцев, на территории Карагандинской области находились ссыльные и административно-высланные украинцы.
Всего из Западной Украины в регионы Центрального Казахстана и Сибири за 1944-1952 годы было депортировано 203 000 человек. Такие данные указаны в постановлении Президиума ЦК КПСС «О политическом и хозяйственном положении западных областей Украинской ССР» от 26 мая 1953 года.
Самая большая по численности иммиграция украинцев области происходила в 50 — 60-х годах XX века и была обусловлена освоением целинных и залежных земель, которое шло одновременно с крупным промышленным строительством. Во многом благодаря переселенцам последней волны и их потомкам украинская община Казахстана сохраняет свои национальные черты.

## Религия
История греко-католиков в Казахстане берет свое начало со времен репрессий 40-х годов XX века, когда значительное количество украинцев было депортировано в казахские степи. Многие из репрессированных украинцев, отбыв сроки в сталинских лагерях Сибири, Карлага и Степлага, не имели возможностей вернуться на Украину и приехали к своим родственникам, которые оказались в Казахстане на принудительных поселениях. Именно с исторического периода 40-х годов XX века и начинается история Украинской грекокатолической церкви (УГКЦ) в регионе, и в Карагандинской области в частности.
8 ноября 2002 года Святой Престол назначил настоятеля грекокатолического прихода в Караганде священника Василия Говеру, Апостольским делегатом для всех католиков восточного обряда в Казахстане и Средней Азии. 18 сентября 2005 года священник Василий Говера получил титул митрофорного протоиерея и в этом качестве освятил церковь Покрова Пресвятой Богородицы в Караганде.
Особенно значимой для украинских грекокатоликов является церковь в Сатпаеве, возведенная по древней технологии без единого гвоздя. Уникальность этого храма заключается в том, что спустя десятилетия он появился в непосредственной близости от одного из бывших сталинских лагерей - Степлага, в котором за все время его существования погибло немало украинцев, составлявших около половины (46,36 %) политических заключенных, в том числе во время известного «Кенгирского восстания».
1 июня 2019 года римский папа Франциск учредил Апостольскую администратуру для католиков восточного обряда в Казахстане и Средней Азии с центром в городе Караганда. Её первым ординарием был назначен Василий Говера.
Особенностью современного состояния УГКЦ в Казахстане является то, что многочисленной украинской общиной греко-католические церкви рассматриваются как важнейшие центры украинской культуры и языка, препятствующие ассимиляции и способствующие сохранению собственной национальной самоидентификации. Приходы очень разные, как по численности верных, так и по их особенностям. Например, в Караганде традиционный греко-католический приход, 90% прихожан которого – дети и внуки депортированных выходцев из Галиции. В других приходах большинство составляют восточные украинцы – дети и внуки тех, кто в свое время приехал сюда осваивать целинные земли. Многие из них считают себя православными, но приходят в церковь, так как хотят хоть в какой-то мере слышать украинскую речь во время богослужения, поэтому и идентифицируют себя с УГКЦ.
В июне 2019 года римским папой Франциском была учреждена апостольская администратура для католиков византийского обряда с центром (кафедрой) в городе Караганда (Казахстан). Её первым ординарием был назначен священник Василий Говера.

## Организации
В Караганде официально зарегистрированы и действуют филиалы 2 республиканских общественных объединений: «Рада украинцев Казахстана» и Ассоциация «Украинцы Казахстана»:
- Общество украинского языка «Рідне слово» им. Т.Г.Шевченко, г. Караганда (председатель – Ломей Петр Михайлович)[16];
- Украинский культурный центр им. Т.Г.Шевченко, г. Сатпаев, Карагандинская обл. (председатель – Бурда Роман Степанович);

а также множество местных национально-культурных центров, украинских воскресных школ и факультативов, творческих объединений.
УГКЦ регулярно организовываются летние лагеря для детей украинской общины с целью изучения украинского языка, сохранения украинской культуры и традиций, в т.ч. мастер-классы по изготовлению кукол-мотанок, росписи трипольской символики на ракушках, развитию современной украинской музыки, приготовлению известных блюд украинской кухни. Регулярно проводятся вечера украинской песни в Караганде при участии представителей областных властей, Ассамблеи народа Казахстана, посольства Украины в Казахстане и почетного консульства в Караганде.